# 司馬暠
司馬 暠（しば こう、生没年不詳）は、中国の南北朝時代の官僚。孝行で知られた。字は文昇。小字は羅児。本貫は河内郡温県。東晋の斉王司馬柔之（司馬冏の養子で、汝南王司馬亮の子の南頓王司馬宗の実孫）の玄孫にあたる。

## 経歴
南朝梁の尚書水部侍郎・岳陽郡太守の司馬子産（蕭順之の姉妹の子）の子として生まれた。母が死去すると、礼の規定を超えて絶食し、骨の立つまで痩せ細ったため、武帝を感嘆させた。太学博士を初任とし、正員郎に累進した。父が死去すると、哀毀いよいよ甚だしく、野獣の出没する新林の墓のそばに廬を結び、1日に薄い麦粥1升を食するのみで、数年を過ごした。
承聖年間、太子庶子に任じられた。承聖3年（554年）、江陵が西魏軍の侵攻により陥落すると、司馬暠は関中に入った。殺害された太子の蕭方矩の遺体を江陵に改葬するよう請願して、許された。
太建8年（576年）、北周から南朝陳に帰順した。宜都王諮議参軍事に任じられ、後に安徳宮長秋卿・通直散騎常侍・太中大夫・司州大中正に転じた。在官のまま死去した。『文集』10巻があった。
子の司馬延義は、字を希忠といい、鄱陽王録事参軍・沅陵王友・司徒従事中郎となった。

## 伝記資料
- 『陳書』巻32 列伝第26
- 『南史』巻74 列伝第64